# Stachys nepetifolia
Stachys nepetifolia là một loài thực vật có hoa trong họ Hoa môi. Loài này được Desf. miêu tả khoa học đầu tiên năm 1829.